# Ähtäri (stacja kolejowa)
Ähtäri (fiń. Ähtärin rautatieasema) – stacja kolejowa w Ähtäri, w regionie Ostrobotnia Południowa, w Finlandii. Znajduje się na linii Haapamäki – Seinäjoki. Położona jest w odległości 346,1 km od Dworca Centralnego w Helsinkach, w odległości 41 km od Haapamäki i 72 km od Seinäjoki. Dziś stacja Ähtäri jest bezzałogowa, a ruch obsługiwany jest przez nastawnię w Seinäjoki.
Na stacji zatrzymują się wszystkie pociągi kursujące linią kolejową.

## Linie kolejowe
- Haapamäki – Seinäjoki